# Loggia della Signoria
La Loggia della Signoria, también denominada como Loggia dei Lanzi, es un monumento histórico de Florencia, que se encuentra en la plaza de la Señoría, a la derecha del Palazzo Vecchio y junto a los Uffizi.
Como dato curioso, la palabra dei Lanzi proviene de la palabra lanceros, esto se debe a los soldados suizos que protegían el lugar durante las vísperas del Renacimiento. 

## Historia y perfil arquitectónico

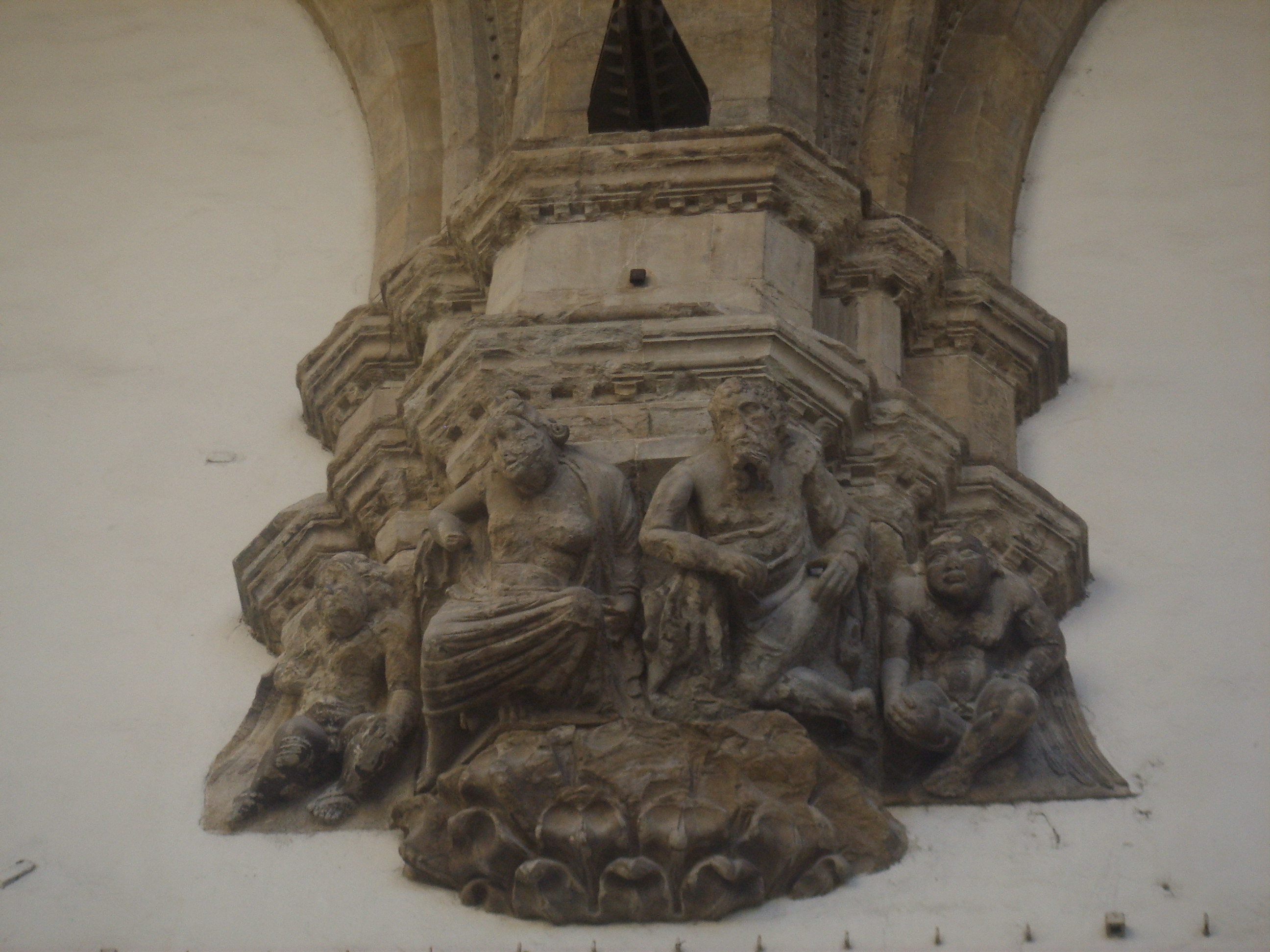
Detalle decorativo en el nacimiento de una de las arcadas.

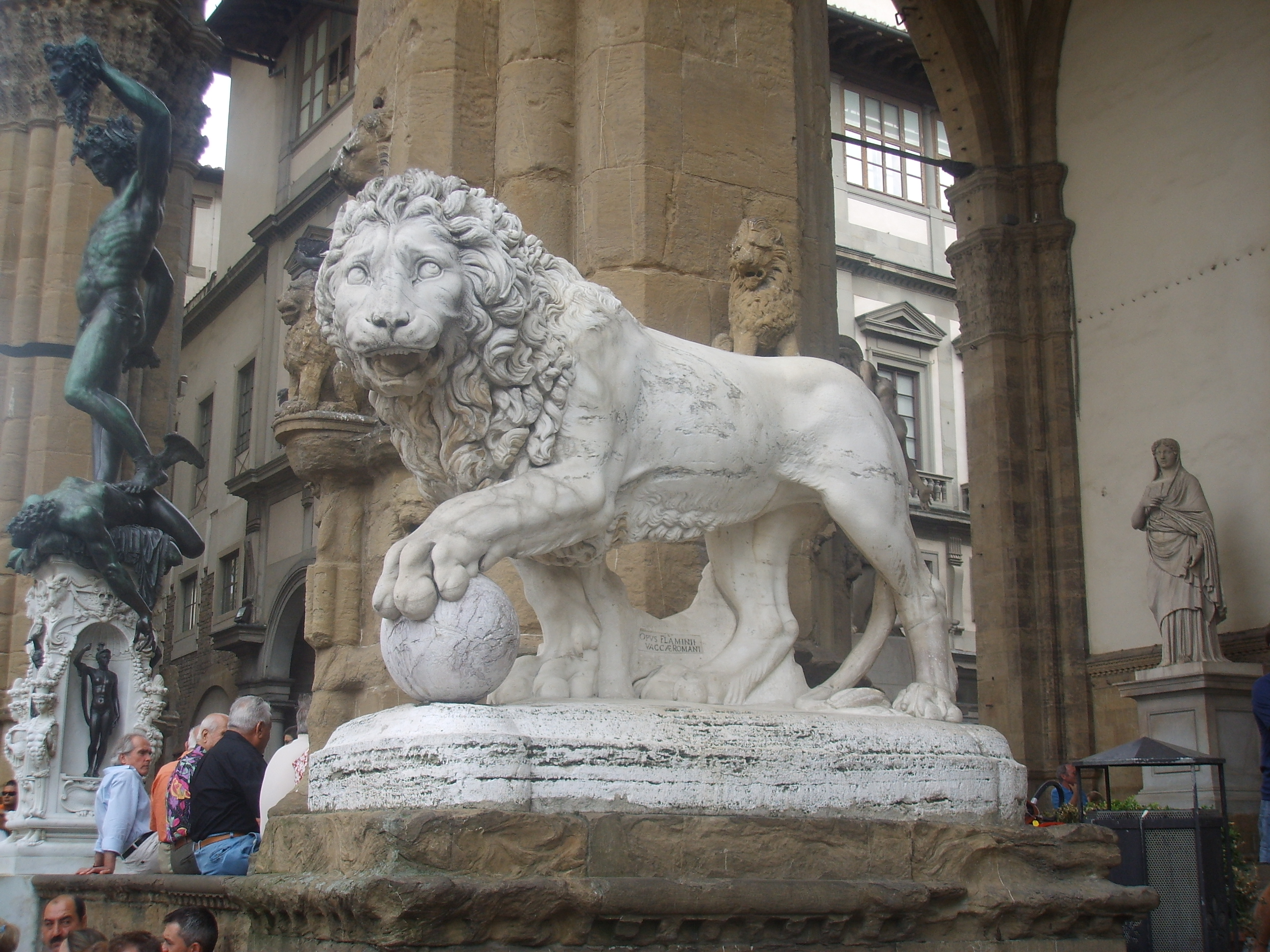
León de la izquierda, obra de Flaminio Vacca.

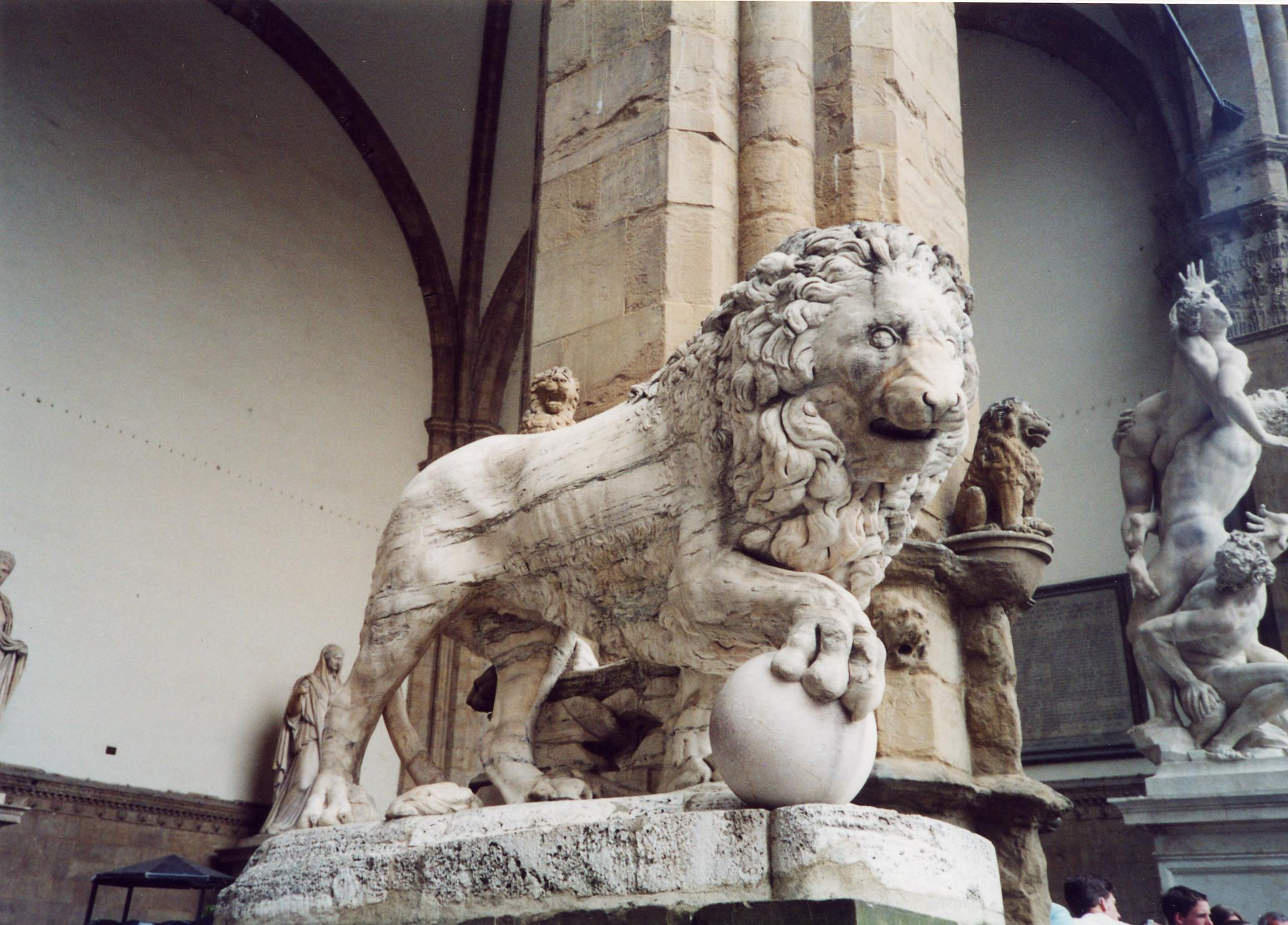
León de la derecha, realizado por Fancelli a partir de un relieve romano del.

La edificación se construyó entre 1376 y 1382; la loggia servía para guarecer las numerosas asambleas públicas populares y las ceremonias oficiales de la República florentina. 
A pesar de tratarse de un edificio gótico, la presencia de arcos de medio punto anticipa el estilo renacentista que poco después comenzaría a extenderse por toda la arquitectura de la ciudad. En la fachada destacan cuatro figuras alegóricas de las virtudes cardinales, elaboradas sobre un diseño previo de Agnolo Gaddi (1383-1386).
A partir del siglo XVI, con la creación del Gran Ducado de la Toscana y la supresión definitiva de las instituciones republicanas este espacio fue destinado a acoger algunas obras maestras de la Escultura, convirtiéndose así en uno de los primeros espacios expositivos del mundo. El gran duque Cosimo I, de todos modos no hizo ordenar las estatuas con un criterio estético, sino que la disposición de las mismas obedeció a criterios políticos. En este sentido el Perseo con la cabeza de Medusa de Benvenuto Cellini, venía a significar el corte de la experiencia republicana de la ciudad, simbolizada por la Medusa, de cuyo cuerpo salen las serpientes que representarían las discordias entre ciudadanos que habían caracterizado la vida pública de la ciudad.

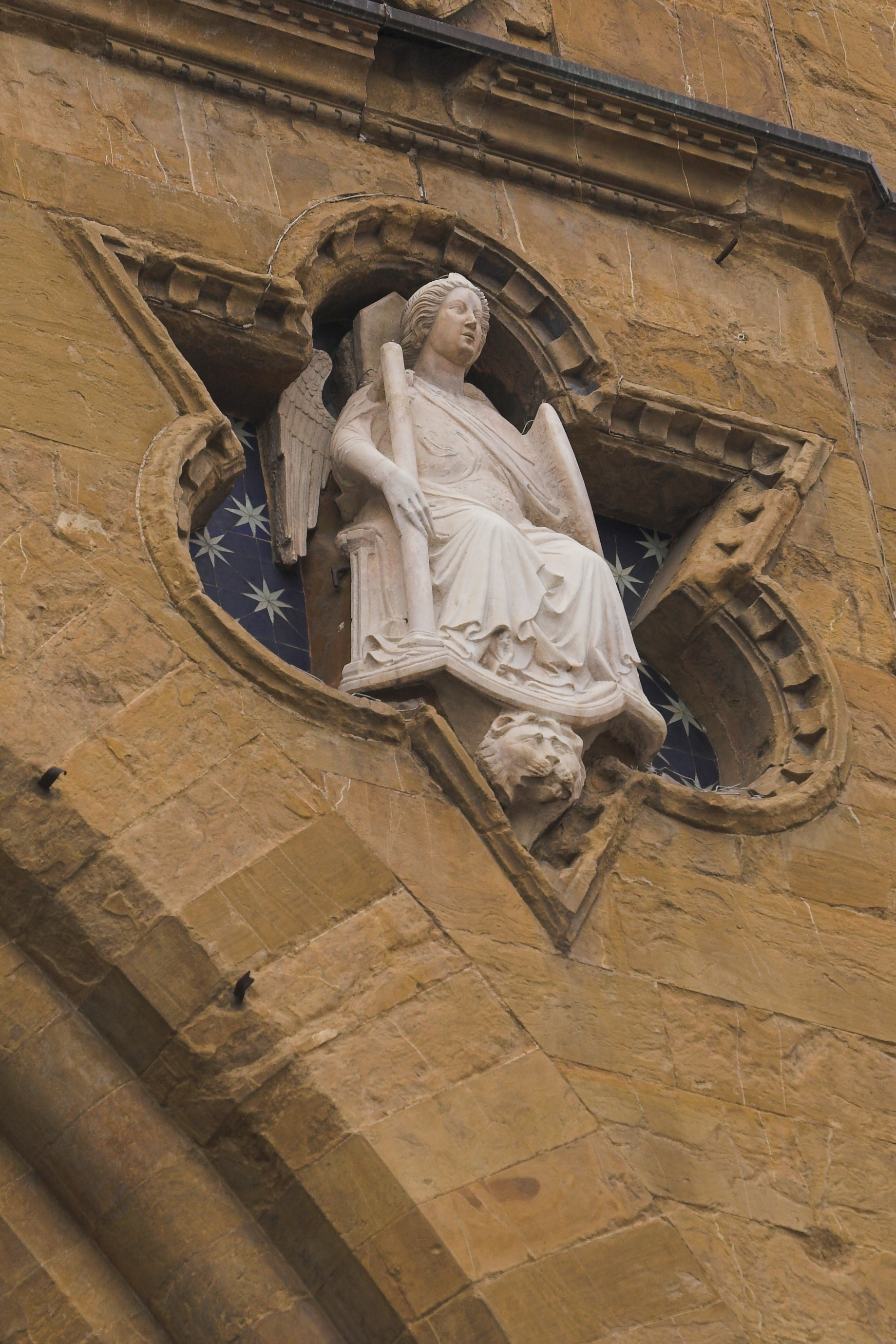
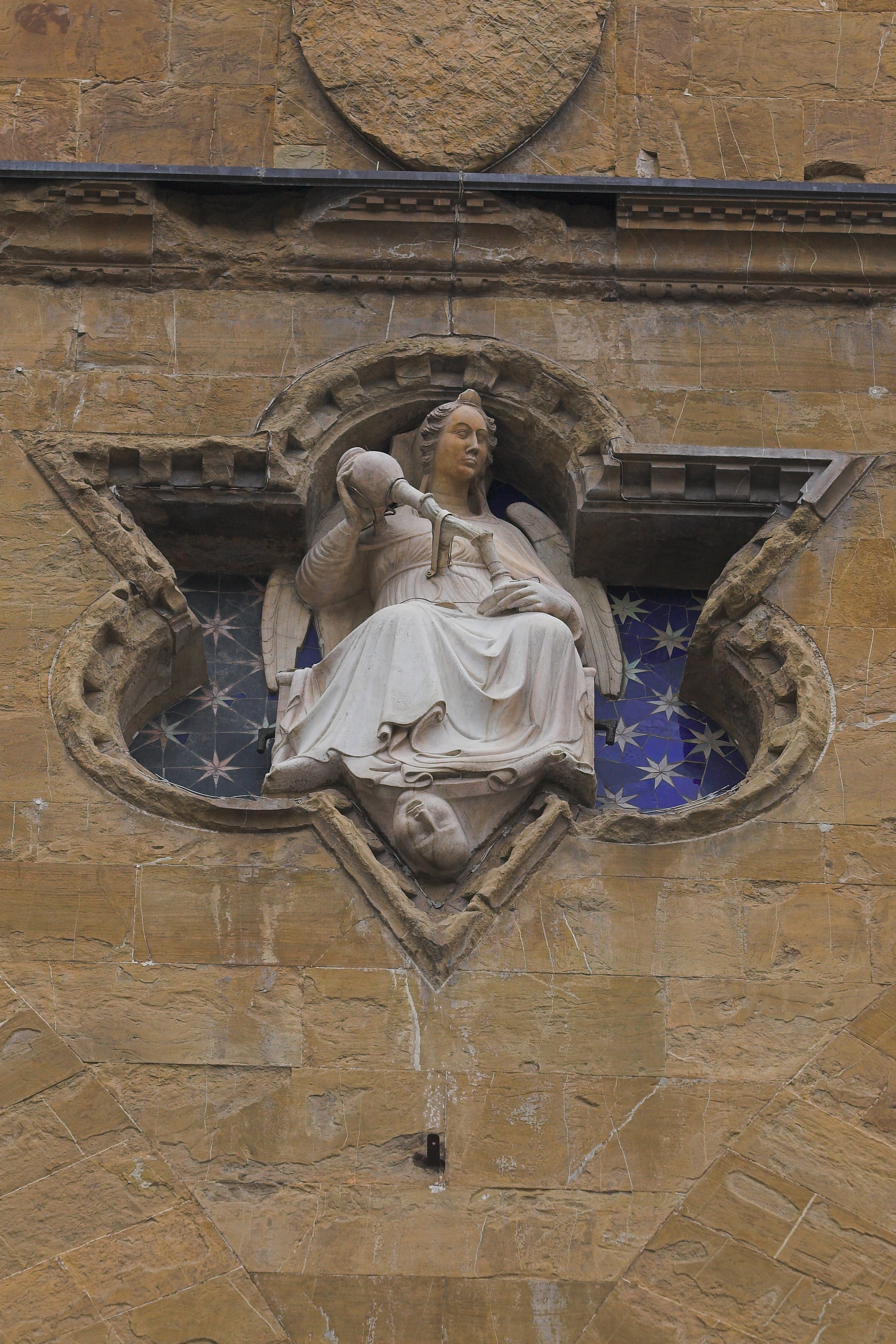
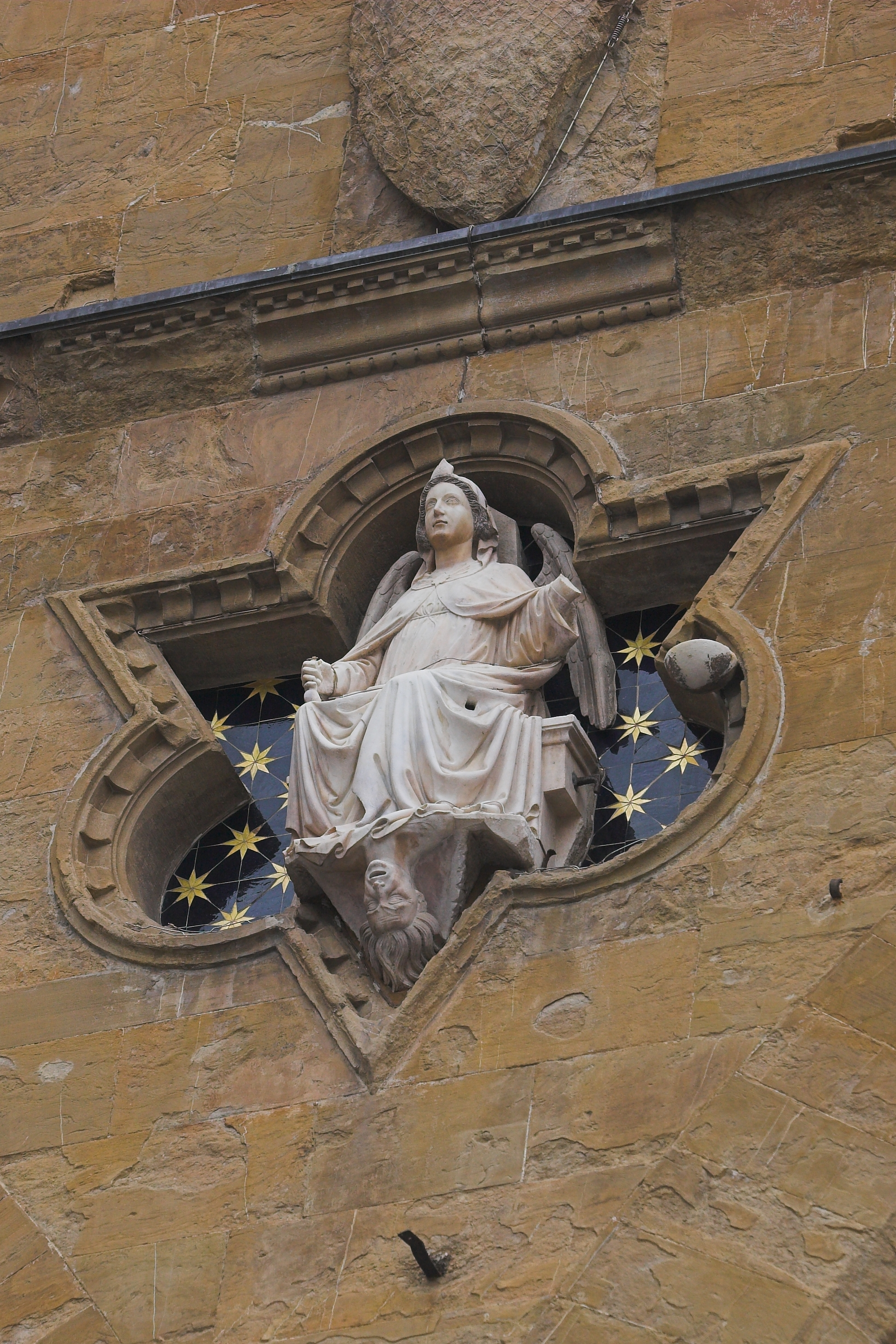
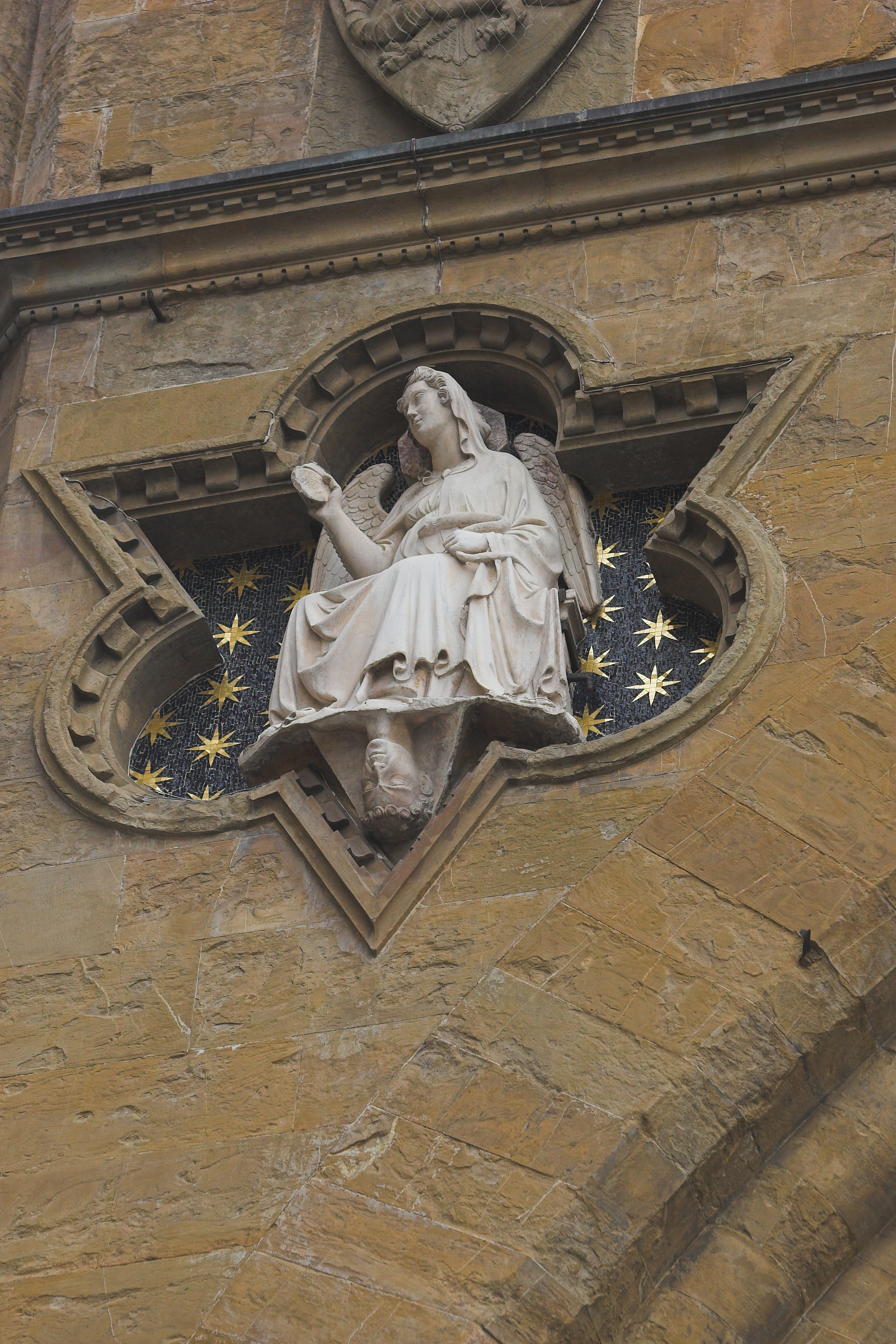

## Las esculturas
A ambos lados de la escalera de entrada vigilan dos leones de mármol, los Leones de Médici: uno realizado a finales del siglo XVI a partir de un relieve romano del siglo II a la derecha y a la izquierda otro realizado a finales del siglo XVI por Flamino Vacca. Tradicionalmente los leones simbolizaban la guardia y protección contra las presencias negativas. 
La obra de arte más importante es la ya mencionada de Benvenuto Cellini, Perseo con la cabeza de Medusa, una gran estatua realizada en bronce de 3,20 metros de altura, incluyendo el pedestal decorado con bajorrelieves de tema mitológico. Destacan la proporción del cuerpo y la posición plástica de Perseo, apoyado sobre una sola de sus piernas mientras con el brazo izquierdo sostiene la cabeza de Medusa decapitada. Dicha obra fue colocada en la loggia en 1554 y salvo el periodo en que fue restaurada en 1999, siempre ha permanecido en el mismo lugar.

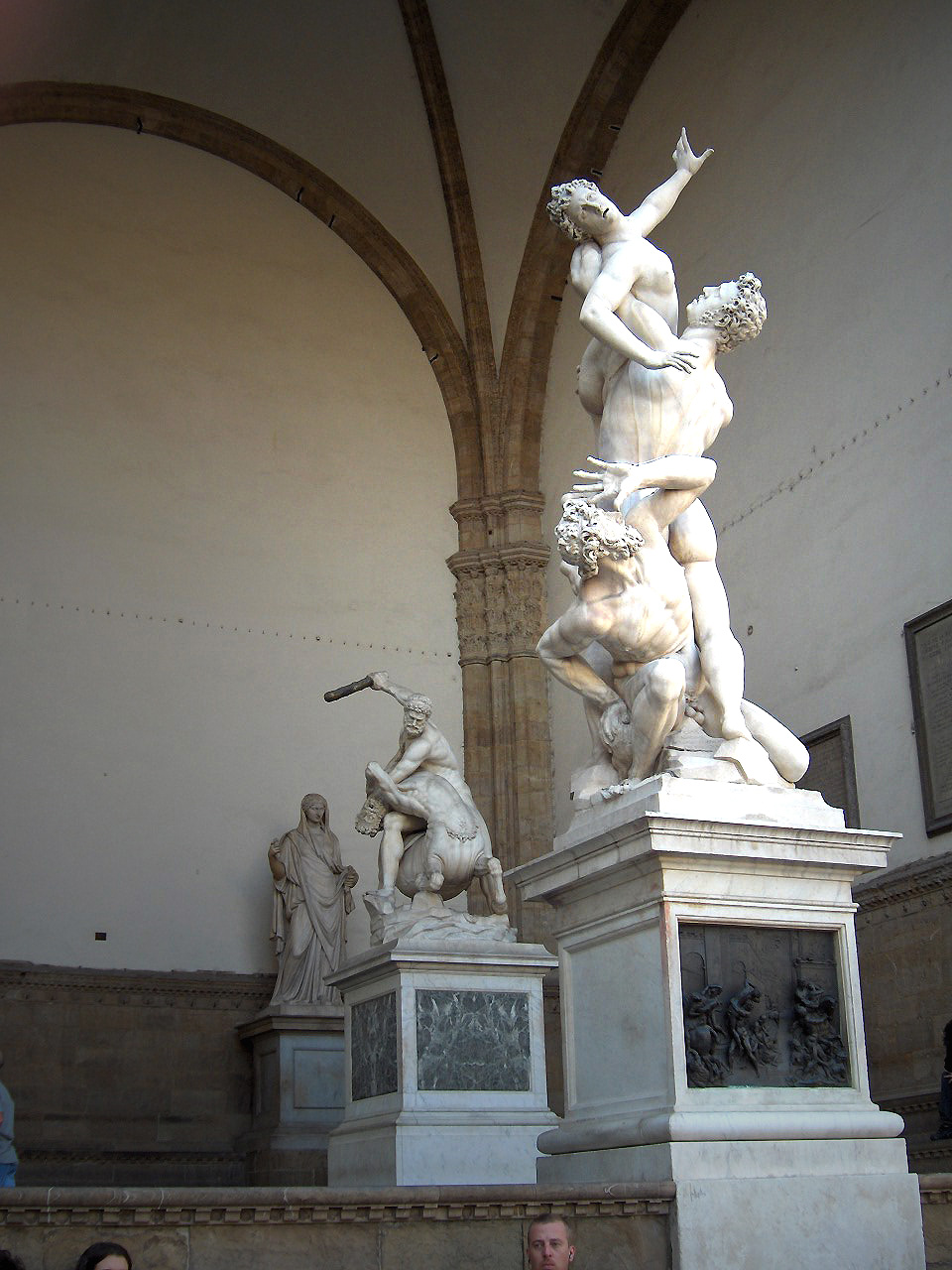
Il Rapto de las Sabinas de Giambologna
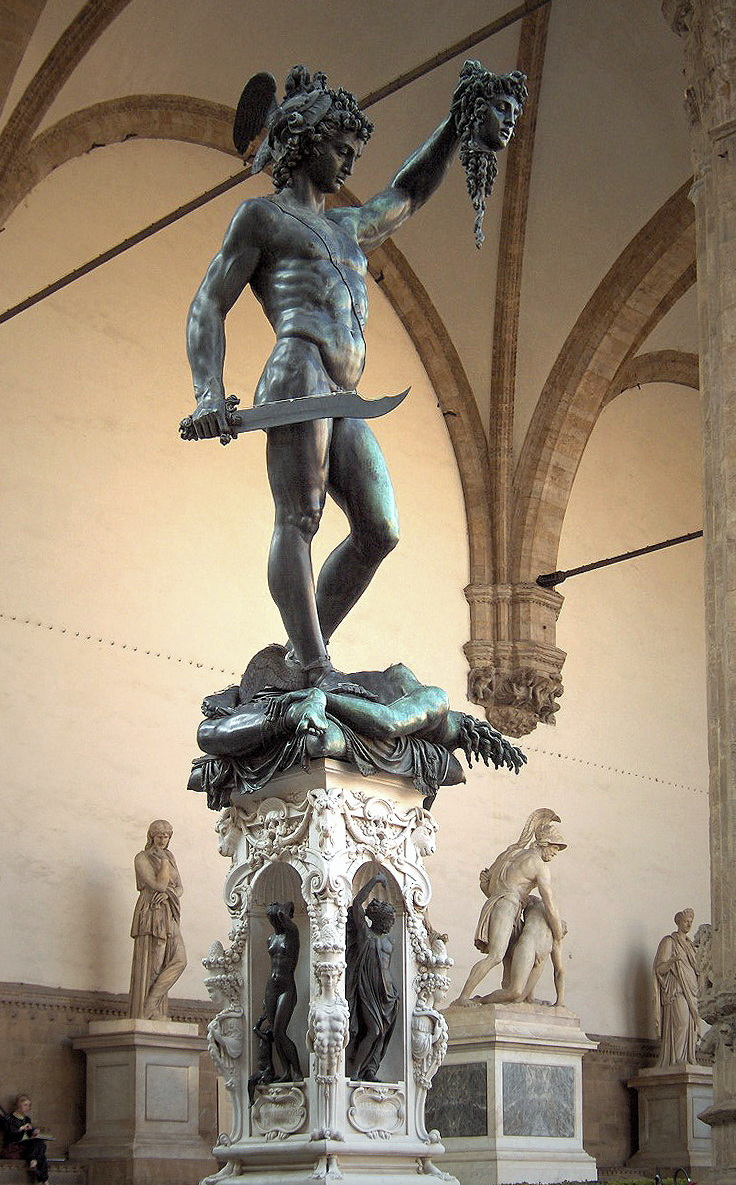
Perseo con la cabeza de Medusa de Benvenuto Cellini
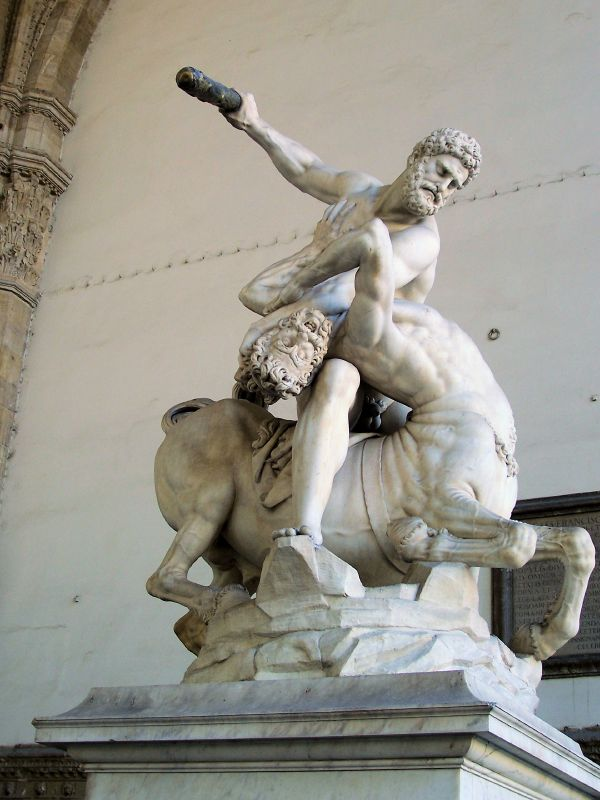
Hércules y el centauro Neso de Giambologna
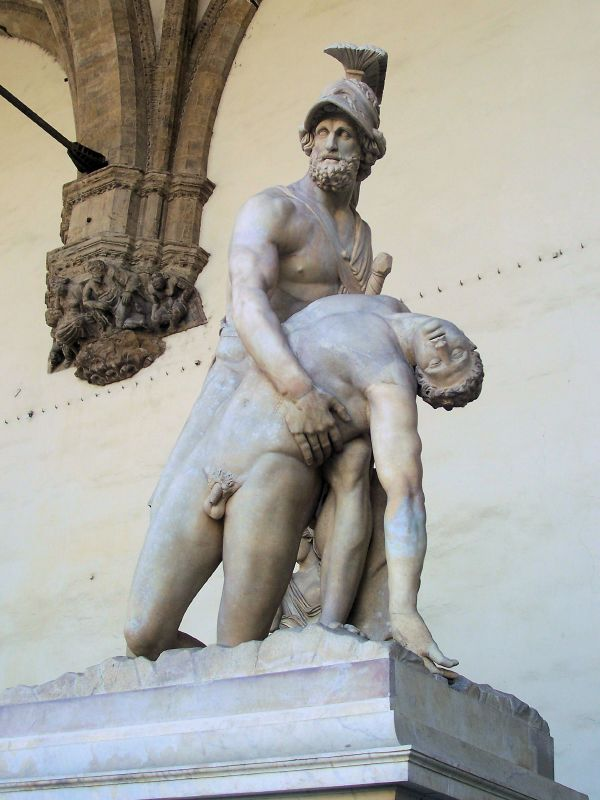
Patroclo y Menelao, arte romano
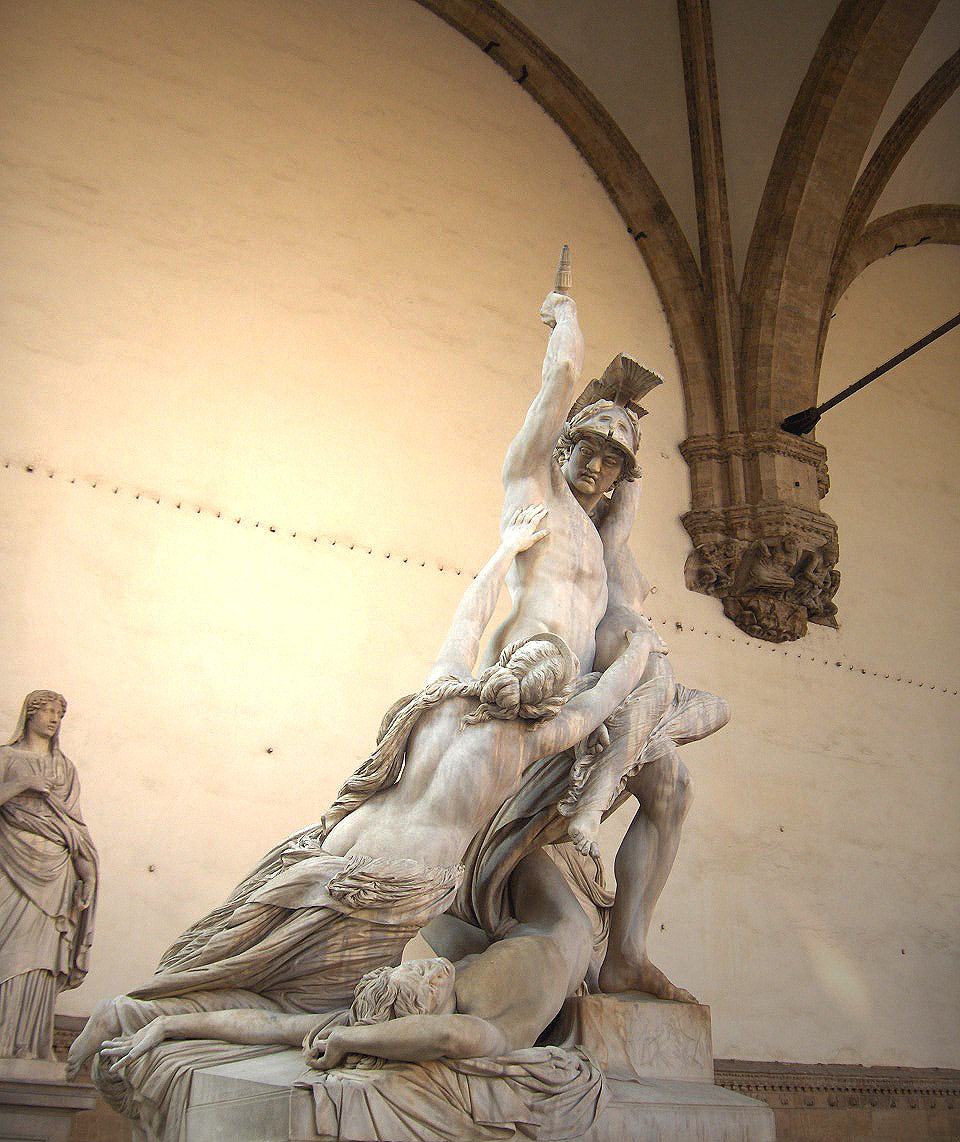
El Rapto de Políxena de Pio Fedi
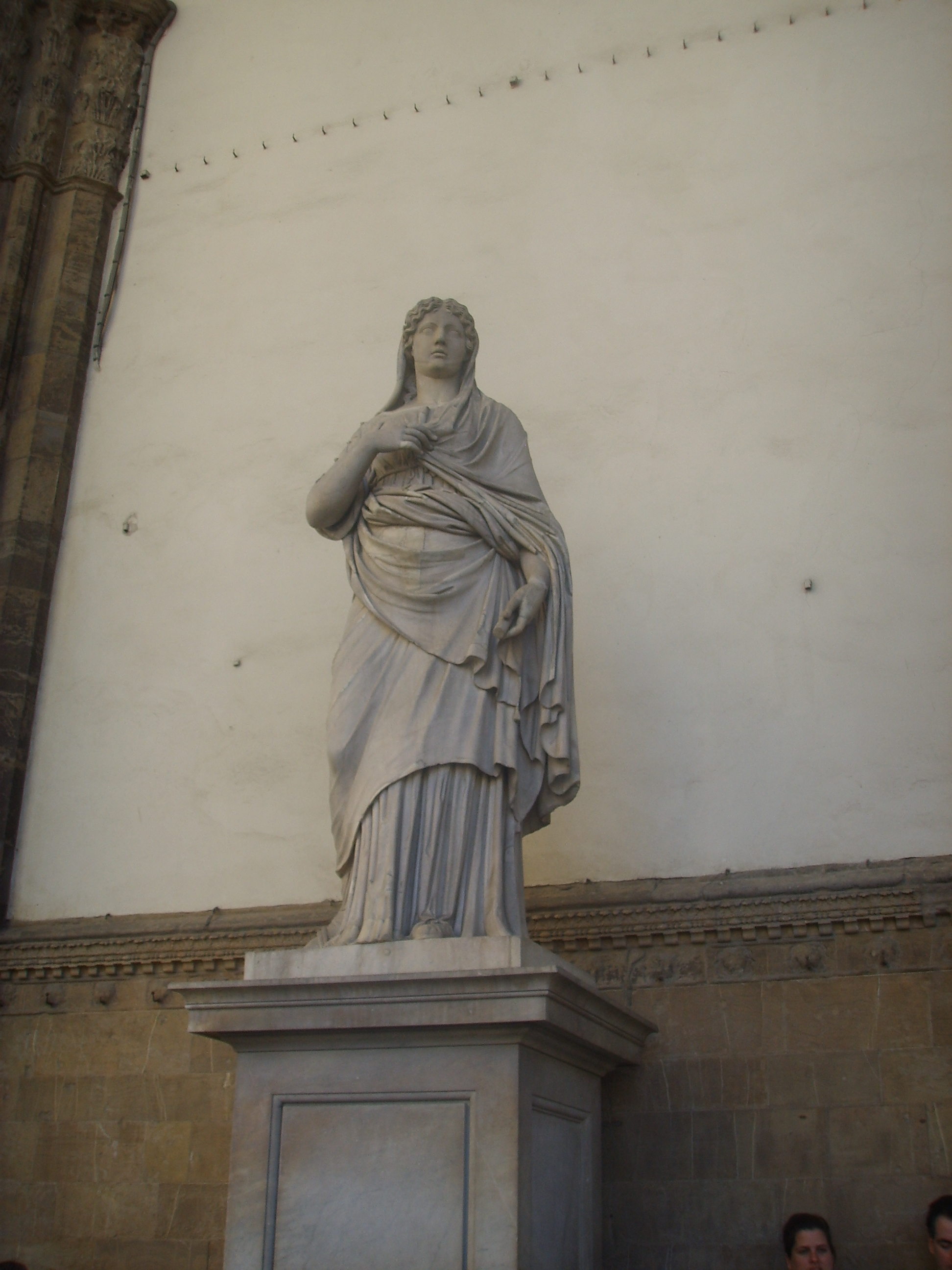
Arte romano, Sabina
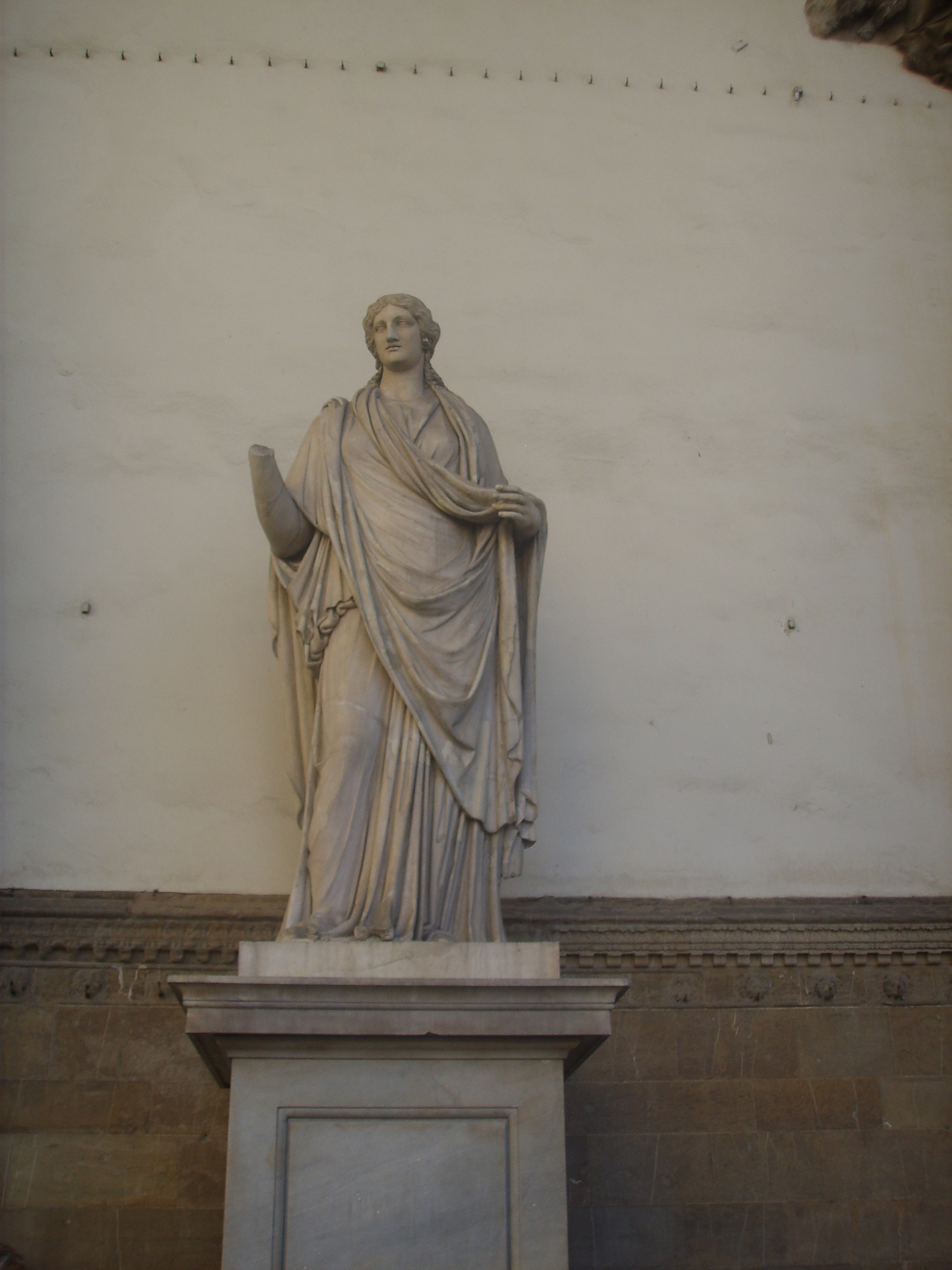
Arte romano, Sabina
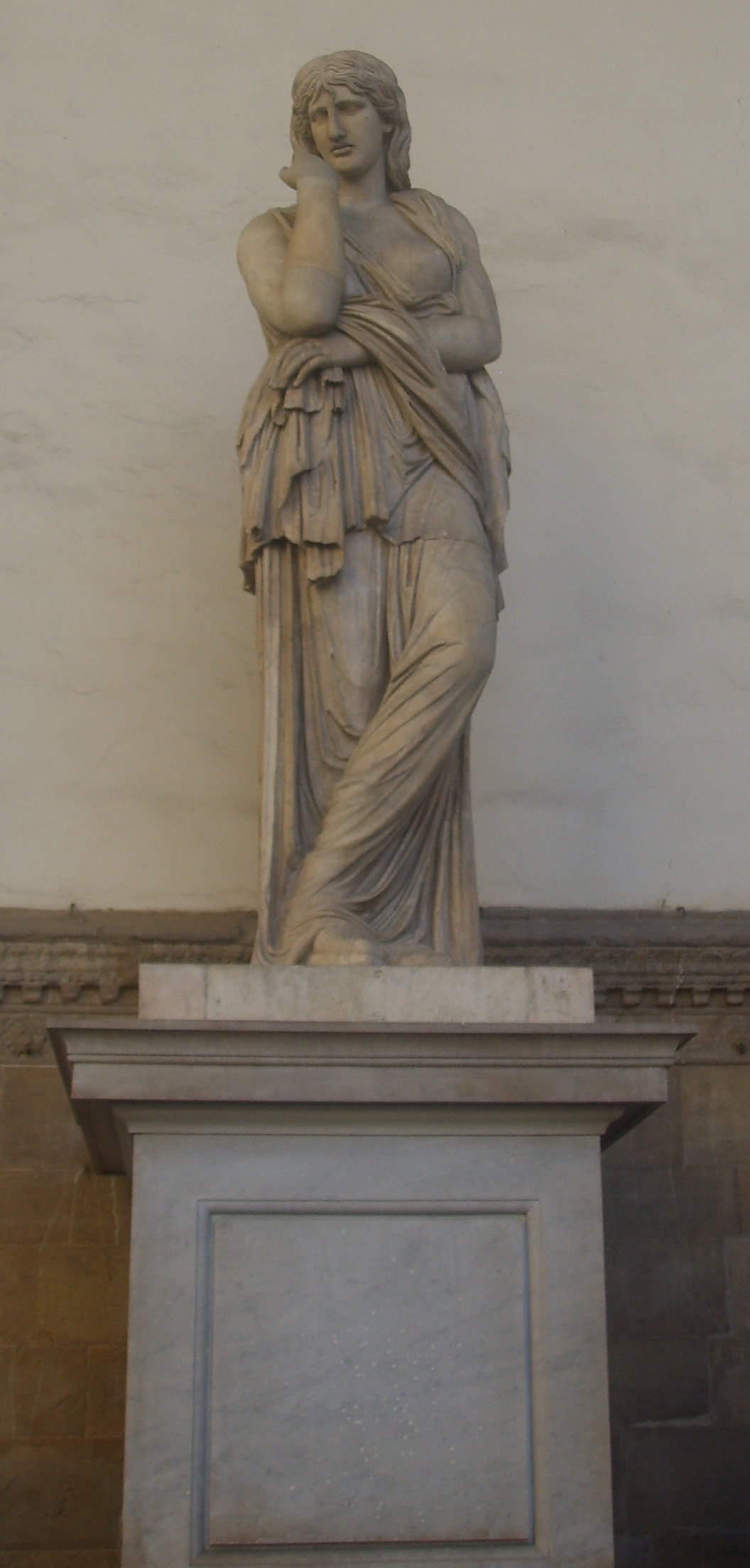
Arte romano, Thusnelda
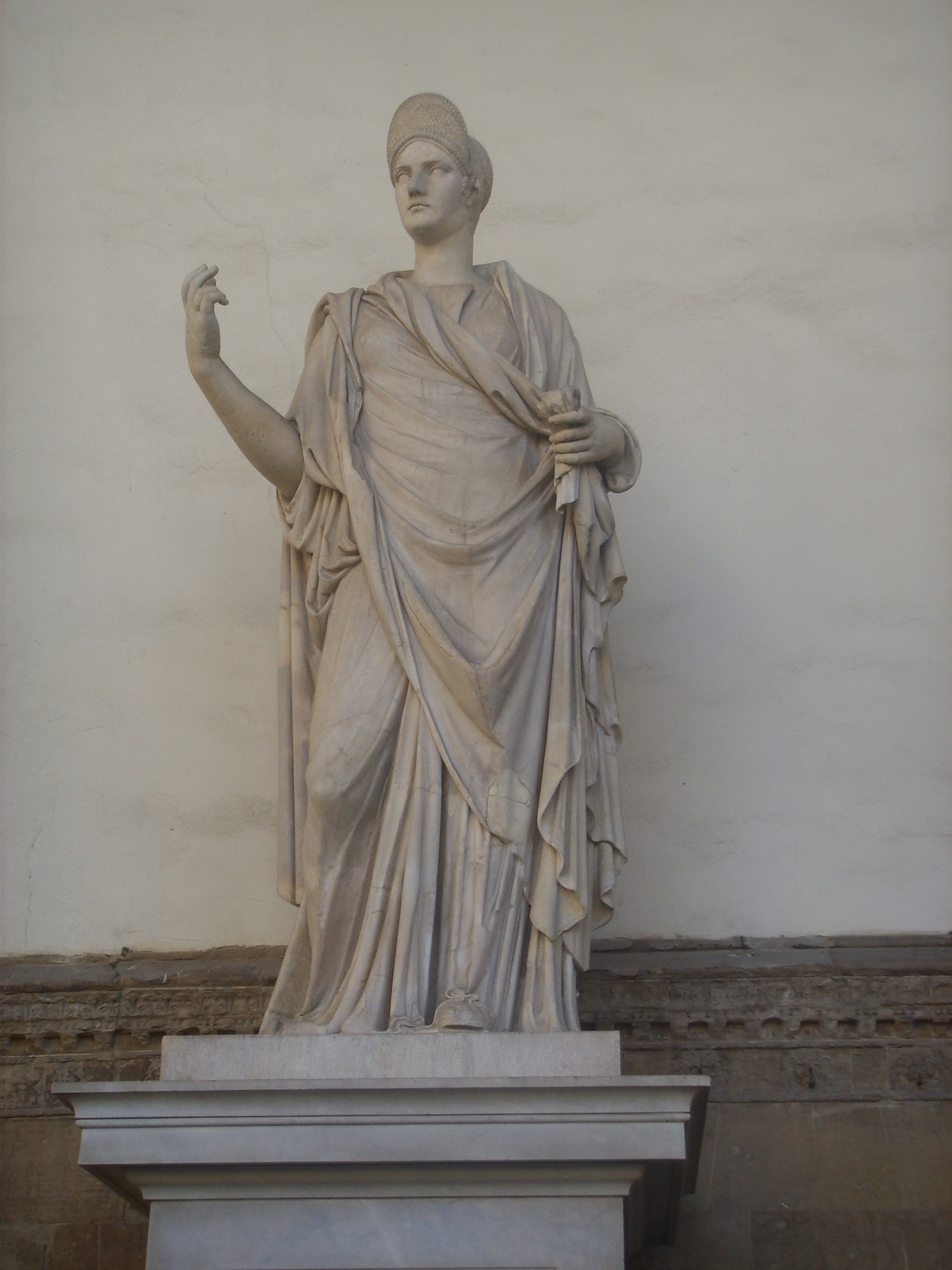
Arte romano, Sabina-Matilde
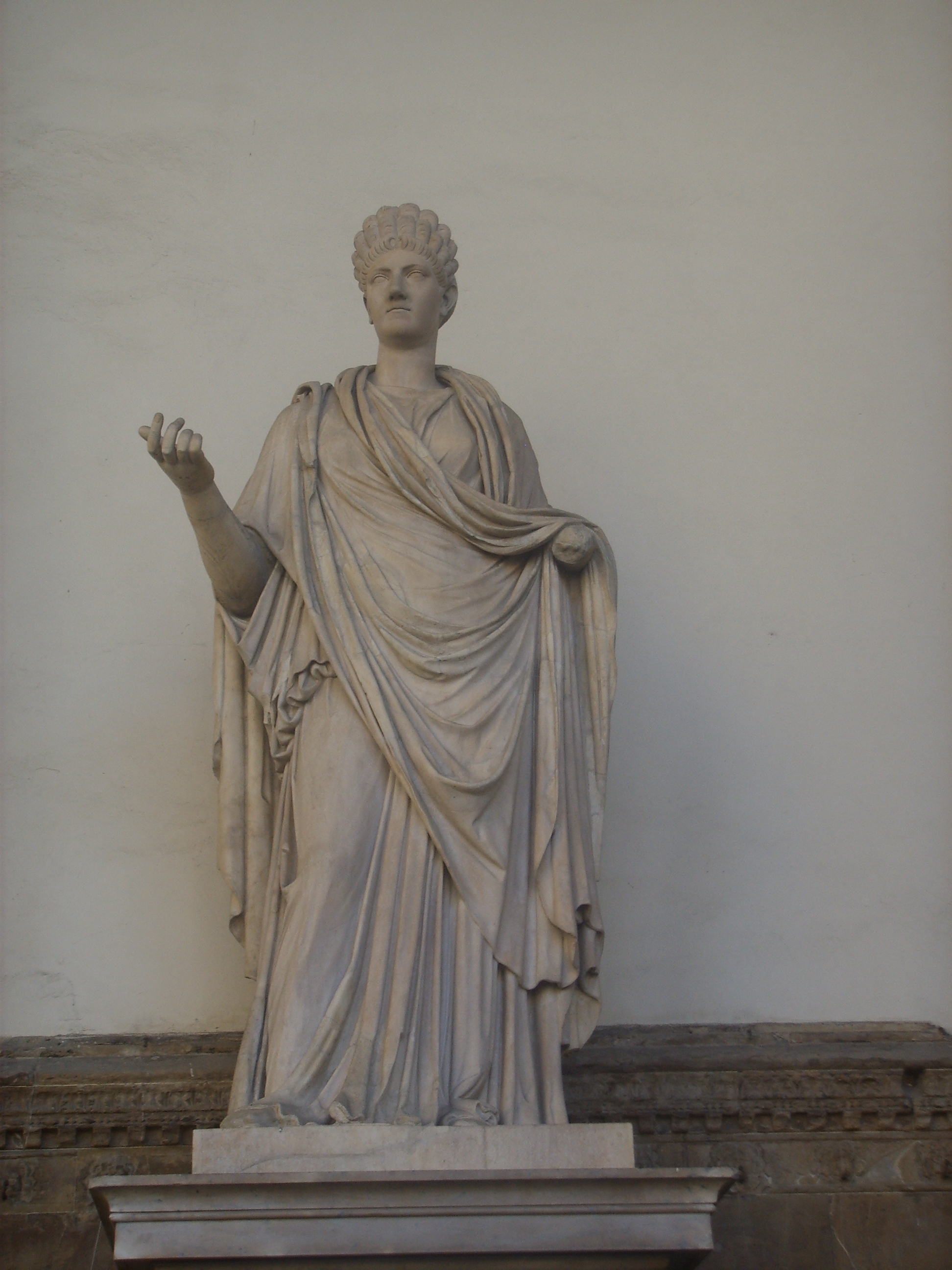
Arte romano, Sabina
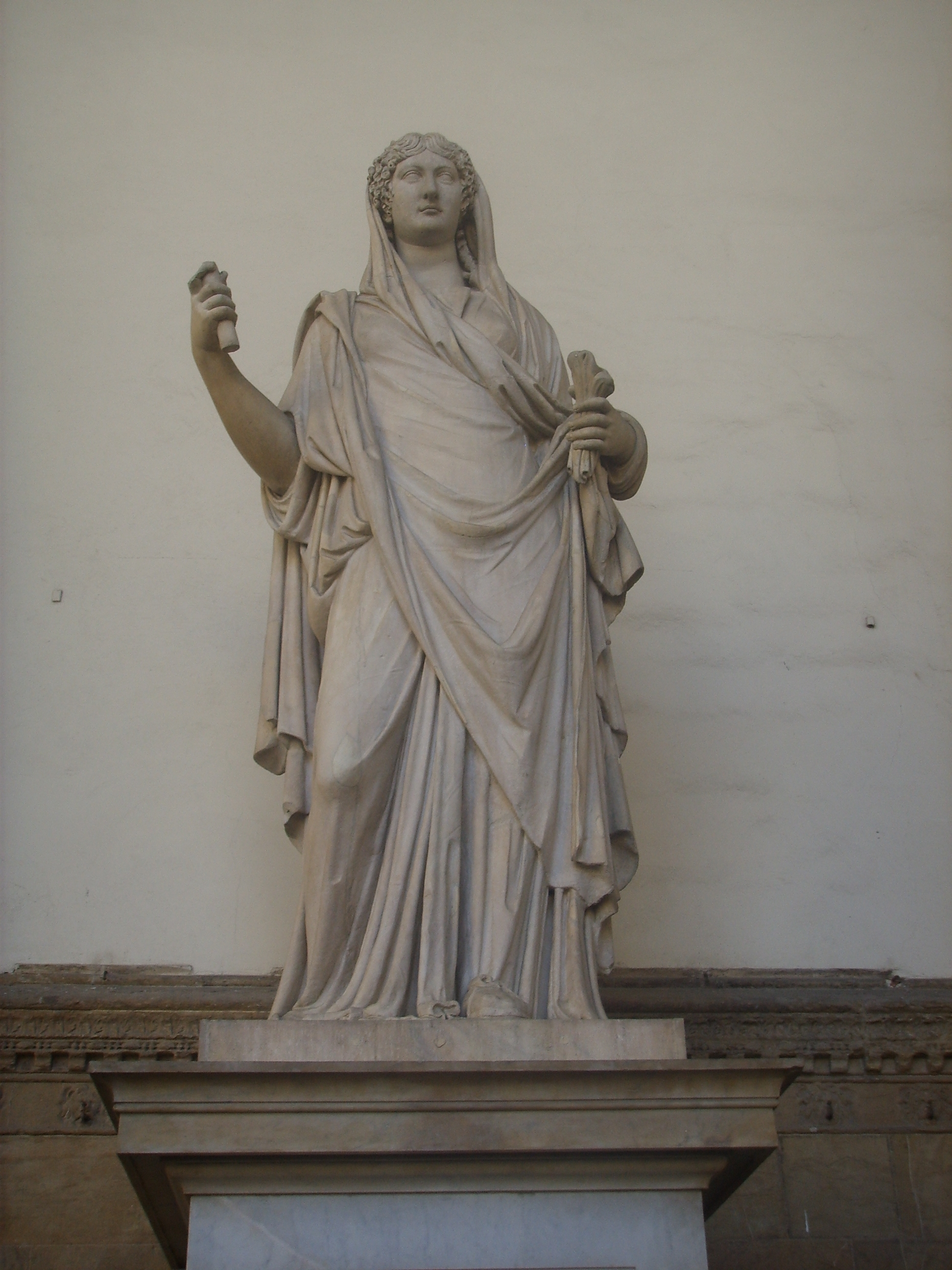
Arte romano, Sabina

## Instrumentos científicos
En 1850, en el muro posterior de la loggia el marqués Cosimo Ridolfi, a la sazón ministro de Educación, mandó colocar un termómetro y un barómetro representados por dos discos de mármol, con el objeto de divulgar entre el pueblo las nuevas mediciones científicas. La realización de los dos instrumentos fue encargada al físico y meteorólogo padre Filippo Cecchi y al director de la Museo de Historia Natural (La Specola),  padre Giovanni Antonelli. Casi desde un primer momento se determinó que ambos instrumentos no estaban en consonancia con la importancia artística de la construcción, por lo que fueron trasladados al Museo de Historia de la Ciencia.